# Natalia Rybczynski
Natalia Rybczynski (* 1971) ist eine kanadische Paläontologin und Hochschullehrerin.

## Leben und Wirken
1994 erlangte sie den Bachelor of Science an der Carleton University und 1996 Master of Science an der University of Toronto.
Natalia Rybczynski arbeitet für das Canadian Museum of Nature und hat eine Professur an der Carleton University in Ottawa inne. Ihren Doktorgrad erlangte sie im Jahr 2003 an der Duke University mit dem Dissertationsthema Evolution of Wood-cutting in Castorids. Ihr Schwerpunkt liegt in der evolutionären funktionalen Morphology, teilweise im polaren Klima. Sie wurde durch die Entdeckung eines arktischen Kamels bekannt, welches einen Missing Link zwischen der Urform und dem neuzeitlichen Kamel darstellt. Rybczynskis Team entdeckte auch 2007 die Seelöwenart Puijila darwini auf Devon Island in der kanadischen Arktis. Rybczynski wirkte auch an Untersuchungen über die Zahnstruktur und das Kauverhalten der frühen Säugetierart Suminia getmanovi mit.

## Schriften (Auswahl)
- Cranial morphology and phylogenetic significance of suminia getmanovi, a late permian anomodont from Russia Thesis (M. Sc.). Microform, Toronto 1996, OCLC 46557934.
- Cranial anatomy and phylogenetic position of Suminia getmanovi, a basal anomodont (Amniota: Therapsida) from the Late Permian of Eastern Europe. In: Zoological Journal of the Linnean Society. Band 130, Nr. 3, 2000, S. 329–373, doi:10.1111/j.1096-3642.2000.tb01634.x.
- zusammen mit Robert Rafael Reisz: Earliest evidence for efficient oral processing in a terrestrial herbivore. In: Nature. Band 411, 2001, S. 684–687, doi:10.1038/35079567.
- zusammen mit Ashley P. Ballantyne, Paul Arthur Baker, Charles Richard Harington, Don White: Pliocene Arctic temperature constraints from the growth rings and isotopic composition of fossil larch wood. In: Palaeogeography, Palaeoclimatology, Palaeoecology. Band 242, 2006, S. 188–200 (web.archive.org [PDF; 655 kB; abgerufen am 18. September 2021]).
- Castorid Phylogenetics: Implications for the Evolution of Swimming and Tree-Exploitation in Beavers. In: Journal of Mammalian Evolution. Band 14, Nr. 1, 2007, S. 1–35, doi:10.1007/s10914-006-9017-3.
- zusammen mit Alex Tirabasso, Paul Bloskie, Robin Cuthbertson, Casey Holliday: A 3D animation model of Edmontosaurus (Hadrosauridae) skull for testing chewing hypotheses. In: Palaeontologia Electronica. 11.2.9A, 2008, S. 1–14 (Online [PDF; 1,2 MB; abgerufen am 9. März 2013]).
- Woodcutting behavior in beavers (Castoridae, Rodentia): estimating ecological performance in a modern and a fossil taxon. In: Paleobiology. Band 34, Nr. 3, 2008, S. 389–402, doi:10.1666/06085.1.
- zusammen mit Mary R. Dawson, Richard H. Tedford: A semi-aquatic Arctic mammalian carnivore from the Miocene epoch and origin of Pinnipedia. In: Nature. Band 458, Nr. 7241, 2009, S. 1021–1024, doi:10.1038/nature07985.
- zusammen mit Ashley P. Ballantyne, David R. Greenwood, Jaap S. Sinninghe Damsté, Adam Zoltan Csank, Jaelyn Joy Eberle: Significantly warmer Arctic surface temperatures during the Pliocene indicated by multiple independent proxies. In: Geology. Band 38, Nr. 7, 2010, S. 603–606, doi:10.1130/G30815.1.
- zusammen mit Elizabeth M. Ross, Joshua X. Samuels, William W. Korth: Re-evaluation of Sinocastor (Rodentia: Castoridae) with implications on the origin of modern beavers. In: PLoS ONE. Band 5, Nr. 11, 2010, doi:10.1371/journal.pone.0013990.
- zusammen mit Janet E. Fontanella, Frank E. Fish1, Martin T. Nweeia, Darlene R. Ketten: Three-dimensional geometry of the narwhal (Monodon monoceros) flukes in relation to hydrodynamics. In: Marine Mammal Science. Band 27, Nr. 4, 2011, S. 889–898, doi:10.1111/j.1748-7692.2010.00439.x.
- zusammen mit Adam Z. Csanka, Aradhna K. Tripatib, William P. Patterson, Robert A. Eagle, Ashley P. Ballantyne, John M. Eiler: Estimates of Arctic land surface temperatures during the early Pliocene from two novel proxies. In: Earth and Planetary Science Letters. Band 304, Nr. 3–4, 2011, S. 291–299, doi:10.1016/j.epsl.2011.02.030.